# Nintendo
Nintendo (яп. 任天堂株式会社 Нинтэндо: кабусики-гайся) — японская транснациональная корпорация, специализирующаяся на разработке видеоигр и игровых систем.
Штаб-квартира корпорации расположена в городе Киото, столице одноимённой префектуры.
Корпорация Nintendo была основана ремесленником Фусадзиро Ямаути в 1889 году. Первоначально она производила игральные карты ручной работы «ханафуда». В 1960-х годах Nintendo начала заниматься другими видами бизнеса и приобрела юридический статус публичной компании под нынешним названием, а в 1977 году выпустила Color TV-Game, свою первую игровую приставку. Компания получила международное признание после выпуска игры Donkey Kong в 1981 году, а также игровой системы Nintendo Entertainment System и игры Super Mario Bros. в 1985 году.
С тех пор Nintendo выпустила несколько самых успешных игровых систем, таких как Nintendo Entertainment System, Game Boy, Super Nintendo Entertainment System, Nintendo DS, Wii и Nintendo Switch. Компания создала множество крупных франшиз, таких как Mario, Donkey Kong, The Legend of Zelda, Pokémon, Kirby, Metroid, Fire Emblem, Animal Crossing, Splatoon, Star Fox, Xenoblade Chronicles и Super Smash Bros.
Nintendo имеет множество дочерних компаний в Японии и за рубежом, а также таких деловых партнёров, как The Pokémon Company и HAL Laboratory. Компания Nintendo и её сотрудники были удостоены таких наград, как Technology & Engineering Emmy Awards, Game Awards, Game Developers Choice Awards и «Премия Британской Академии в области видеоигр». 
Корпорация Nintendo является одной из самых крупных, богатых и влиятельных частных коммерческих организаций на японском медиарынке.

## История

### Начало
Компания Nintendo была основана 23 сентября 1889 года ремесленником Фусадзиро Ямаути в Симогё-ку, Киото, Япония, для производства и распространения «ханафуда» — японской разновидности игральных карт «Карута». Принято считать, что название «Нинтендо» означает «оставить удачу небесам», но это предположение не имеет исторического подтверждения; название также можно перевести как «храм свободной ханафуды».
Компания начала выпускать игральные карты «Ханафуда» в особом японском стиле (они были нарисованы вручную), которые быстро завоевали популярность, и компания прочно закрепилась на японском рынке игрушек. У Ямаути не было сына, которому он смог бы передать по наследству семейный бизнес, поэтому, следуя древней японской традиции, он назначил преемником своего будущего зятя Сэкирё Канэду (1883—1949). Тому пришлось взять девичью фамилию супруги и стать Сэкирё Ямаути.
В 1947 Сэкирё основал компанию «Маруфуку», чтобы распространять карты «Ханафуда», а также несколько других брендов карт, которые были введены «Nintendo». У Сэкирё, как и у его тестя, тоже были только дочери, из-за чего его зятю Сиканодзё Инабе тоже пришлось взять девичью фамилию жены, став, таким образом, Сиканодзё Ямаути. Однако отношения не заладились, и Сиканодзё, так и не успев занять президентское кресло, ушёл из семьи, бросив жену и детей. Его единственному сыну Хироси в 22 года, несмотря на то что ему изначально не хотелось этого делать, пришлось занять должность управляющего директора «Nintendo», когда у Сэкирё (после ухода Сиканодзё он и его дочь сами занимались воспитанием Хироси и его сестёр) начались серьёзные проблемы со здоровьем.

### Компания по производству игрушек
В 1963 году Nintendo Playing Card Company Limited была переименована в Nintendo Company, Limited.
В 1970-х годах, благодаря разработкам инженера Гумпэй Ёкои, в особенности его игрушке «The Ultra Hand», компания Nintendo приступила к созданию игрушек для детей и построила собственную игрушечную фабрику. Гумпэй Ёкои после успеха игрушки «The Ultra Hand» был переведён из отдела обслуживания на разработку.
Поскольку Ёкои был инженером, он разрабатывал и электронные игрушки. Они были достаточно новы на то время по сравнению с традиционными, что позволило Nintendo получать большую прибыль. Ёкои разработал множество игрушек, например пазл Ten Billion Barrel, бейсбольную машинку, названную Ultra Machine и «Love Tester». Одним же из изобретений, сделанных совместно с Масаюки Уэмурой, была игра Nintendo Beam Gun Game, предок NES Zapper.

### Электронные игры
Следующим этапом развития компании были игровые автоматы. В 1978 году Nintendo создала подразделение, единственным направлением которого стало производство и продажа аркадных игр.
В 1980 году Nintendo открыла свой филиал, Nintendo of America, в США, в Нью-Йорке, главой которого стал Минору Аракава, зять Ямаути. Именно тогда Гумпэй Ёкои создал первое портативное игровое устройство под названием Game & Watch. Устройство работало на часовых батарейках, в нём использовался простейший экран на жидких кристаллах и была одна встроенная игра. В Game & Watch задний план игры был статичен на протяжении всей игры, так как представлял собой заранее нарисованное изображение, расположенное под прозрачным жидкокристаллическим экраном. На заднем плане были изображены фон игры и статичные неизменяющиеся объекты геймплея. Общая динамичность изображения во время игры обеспечивалась лишь отображением движущихся объектов матрицей жидкокристаллического экрана. Первыми играми Game & Watch стали Ball, Parachute и Fire. Позже появились Popeye и Mickey Mouse.
В 1980 году по просьбе президента компании Nintendo молодой дизайнер Сигэру Миямото разработал игру Donkey Kong. Главным героем игры был плотник, для отображения которого на экране использовались средства анимации, достаточные, чтобы он мог бегать, прыгать, карабкаться по лестнице и хватать кувалду. Сначала главного героя назвали Прыгуном, но потом Миямото придумал ему имя — Марио, в честь сиэтлского риэлтора и подрядчика Марио Сегале, у которого Nintendo of America снимала тогда офис. Главной целью Марио было спасение девушки по имени Полина (это не принцесса Пич, как очень многие думают) из лап гориллы Донки Конга, сидящей на самом верху игрового экрана. Горилла чинила различные препятствия на пути Марио: кидала бочки, пружины и другие подручные средства.
Сначала игра Donkey Kong была отрицательно воспринята американскими дистрибьюторами аркадных автоматов. Американцы просто не смогли понять, что пыталась продать Nintendo. Но как только люди смогли поиграть в игру, ситуация кардинально изменилась: продажи игровых автоматов с Donkey Kong взлетели до невиданных высот. Игра была абсолютным хитом как в Японии, так и в США. Позже последовало продолжение игры — Donkey Kong Jr., в которой Донки Конга, запертого в клетке, спасал сын, а Марио выполнял роль антагониста.
В 1982 году офис компании Nintendo переехал из Нью-Йорка в Сиэтл. В это время кинокомпания Universal подала на Nintendo в суд, решив, что Nintendo не имеет прав на использование марки Donkey Kong, так как она созвучна с другим названием, являющимся собственностью кинокомпании — King Kong. Нанятый Nintendo юрист Говард Линкольн выиграл это дело в суде. Позже Говард Линкольн был назначен на пост главы Nintendo of America.
В 1983 году на игровых автоматах появилась игра Mario Bros., в которой Марио уже предстал перед игроками в качестве водопроводчика и стал героем собственных полноценных приключений, а в помощь ему был придуман брат Луиджи. Позже вышли игры Donkey Kong 3 и Popeye.

### Первая домашняя система
В 1983 году компания Nintendo выпустила в Японии свою первую 8-битную игровую приставку Family Computer (Famicom) и, как оказалось, самую успешную в то время — система в итоге заняла 90 % японского рынка. В 1985 году в США приставка вышла под названием Nintendo Entertainment System (NES). По прошествии нескольких лет после выхода NES в Америке, конкурентов у приставки в Новом Свете практически не осталось. NES была абсолютным лидером продаж.
За весь период существования 8-битной системы NES для неё было создано очень много популярных и высококачественных игр, включая Super Mario Bros. и Super Mario Bros. 2, Kid Icarus, Metroid, The Legend of Zelda, Castlevania, Punch Out и т. д. И многие из них получили своё продолжение на приставках последующих поколений. В 1990 году вышла игра Super Mario Bros. 3, и уже к концу года её продажи достигли семи миллионов копий.
В 1989 году на свет появилось новое изобретение инженера Гумпэя Ёкои — портативная игровая система Game Boy. Система Game Boy состояла из центрального 8-битного процессора и экрана на жидких кристаллах без подсветки, способного выводить лишь четыре оттенка серого цвета. Несмотря на технические ограничения системы, очевидные даже для того времени, многие независимые разработчики стали создавать свои игры для Game Boy. В период существования на рынке системы Game Boy такие компании, как NEC, Atari и Sega, выпускали более мощные портативные игровые системы с лучшими графическими возможностями, однако никто из них не смог поколебать безоговорочного лидерства Game Boy. Game Boy оставался популярен и в эру 16-битных приставок, но вскоре был вытеснен из этой конкуренции, однако с появлением игры Pokemon Red and Blue Game Boy вернул свою былую популярность.

### Эра Super Nintendo Entertainment System
В 1990 году в Японии компания Nintendo предложила покупателю свою новую 16-битную приставку Super Famicom. Приставка поддерживала несколько режимов разрешения игрового экрана, была способна выводить наибольшее количество цветов и рисованных объектов на экраны телевизоров одновременно, а также обладала некоторыми математическими функциями для работы с трёхмерными объектами.
Получив огромные прибыли от продаж игры Super Mario Bros. 3 в Америке, в 1991 году Nintendo выпускает в США Super Famicom под названием Super Nintendo (SNES).
За весь период существования 16-битной приставки от компании Nintendo, для неё было выпущено большое количество качественных и удачных игр и прежде всего — игр от самого игрушечного гиганта: Super Mario World, F-Zero, The Legend of Zelda: A Link to the Past, Super Metroid и прочие шедевры дизайнерской мысли. А разработчик второго эшелона (second party), компания Rare, выпустила такие известные игры, как Donkey Kong Country и Killer Instinct. Приставку охотно поддерживали и независимые разработчики, и прежде всего такие крупные компании, как Square, Enix, Capcom и Konami. Благодаря их труду для приставки Super Nintendo было создано множество игр: серии Final Fantasy и Dragon Quest, Castlevania, Ghouls'n Ghosts, Street Fighter 2, TMNT 4 и т. д.

### Эра Virtual Boy
Ещё в 1994 году Nintendo выпустила Virtual Boy, 32-битную игровую систему, которая использовала для вывода трёхмерной графики несколько оттенков красного цвета.
В 1995 году Virtual Boy стала первой игровой системой, созданной в Nintendo, которая потерпела крах как у себя на родине в Японии, так и в США. Игроки, которые приобретали данный продукт от Nintendo, жаловались на неудобство игры. У них уставала шея от постоянного наклона головы к системе, с которой можно было играть, только предварительно поставив её на стол и надев специальные очки. Как оказалось, от такой игры болела ещё и голова.
И хотя несколько независимых разработчиков с самого начала согласились поддержать Virtual Boy, основная же их масса посчитала этот продукт рискованным и отказалась делать игры для него. Спустя недолгое время после выхода Virtual Boy склады Nintendo были просто завалены никому не нужной 32-битной системой. Продажи её были ничтожно малы. Ошибка с Virtual Boy привела к уходу из компании её разработчика (он же в своё время разработал систему Game Boy) Гумпэя Ёкои. По трагичному стечению обстоятельств Гумпэй Ёкои на следующий год после своего ухода погиб в автомобильной катастрофе.

### Эра Nintendo 64
В 1996 году в Японии по цене $250 выходит приставка Nintendo 64. Для новой 64-битной игровой системы в компании Nintendo разработали инновационный контроллер. В него были заложены возможности управления игрой двумя способами: один представлял собой управление игрой с использованием обычной крестовины D-Pad, другой — с использованием аналогового джойстика. На контроллере размещались девять кнопок, а также был специальный порт на обратной стороне устройства для карт памяти и других дополнительных модулей.
Единственной проблемой в приставке Nintendo 64, послужившей поводом для размолвки компании Nintendo со многими важными независимыми разработчиками, были игровые модули (картриджи). Для издательств и разработчиков больше подходили обычные CD-ROM. Стоимость их производства была невелика, их можно было производить большими тиражами в отличие от дорогих и потому рискованных игровых модулей. Пока было не ясно, как новая приставка будет воспринята пользователями, а уже требовались весьма значительные затраты на предпродажное производство игровых модулей. Все конкурирующие приставки, а именно PlayStation от Sony и Saturn от Sega, использовали в качестве носителя информации CD-ROM.
В связи с этим многие крупные компании, включая таких давних партнёров Nintendo, как Square, Enix и Namco, отказались поддержать Nintendo 64 и объявили свои следующие проекты для нового фаворита, для приставки PlayStation.
Будучи обделена вниманием к своей 64-битной системе со стороны крупных японских издательств, компания Nintendo во многом благодаря своим маркетинговым усилиям, сотрудникам и в частности знаменитому Сигэру Миямото смогла добиться успеха для Nintendo 64, уступившей по продажам лишь PlayStation.
За все время активного существования на рынке приставки Nintendo 64 компания Nintendo продолжала следовать своей традиционной идее «лучше меньше, да лучше». Итогом стали игры Super Mario 64, Wave Race 64, Pokemon Stadium, Mario Kart 64, Star Fox 64, GoldenEye 007, Diddy Kong Racing, The Legend of Zelda: Ocarina of Time, Banjo-Kazooie, Super Smash Brothers.
Игра Super Mario 64, вышедшая в 1996 году для Nintendo 64, стала самой продаваемой игрой для своей платформы и одной из самых продаваемых в истории игр вообще. SM64 получила множество наград (как и её дизайнер, Сигэру Миямото) и восторженных отзывов, и неоднократно попадала на призовые места списков «Лучших игр всех времён» в различных игровых изданиях и при интернет-голосованиях.
Вышедшая в 1998 году игра The Legend of Zelda: Ocarina of Time, над которой на протяжении многих лет работал Сигэру Миямото, была названа многими авторитетными игровыми изданиями самой лучшей игрой за всю историю индустрии. Популярный японский еженедельник Famitsu дал игре высший балл — 40 из 40. На данный момент Ocarina of Time имеет высшую сводную оценку по рецензиям всех крупных игровых изданий среди всех игр в истории. Только в одних Соединённых Штатах два с половиной миллиона копий The Legend of Zelda: Ocarina of Time были проданы в период с 23 ноября (дата выхода игры) и до конца года.
В 1998 году система Game Boy вновь приобрела популярность. Nintendo выпустила камеру (Game Boy Camera) — небольшое устройство, которое позволяло снимать при низком разрешении чёрно-белое цифровое фото. Устройство вставлялось в слот, предназначенный для игровых модулей. А специальный термопринтер (Game Boy Printer) позволял печатать снимки на предназначенные для этого наклейки. Однако также появилась новая версия системы — Game Boy Color. Game Boy Color была снабжена более мощным процессором и экраном, способным выводить одновременно 56 цветов из палитры в 32 тысячи цветов, и была совместима со всеми играми, созданными для чёрно-белой системы Game Boy. К выходу Game Boy Color появляются цветные версии Tetris и The Legend of Zelda.

### Эра покемонов
Сначала в Японии, а потом и в США компания Nintendo выпустила для Game Boy игры Pokemon Red и Pokemon Blue. С тех пор как был придуман Марио, игровая марка Pokemon стала вторым величайшим успехом компании Nintendo, наряду с играми серий Super Mario Bros. и The Legend of Zelda.
В 1999 году популярность покемонов набирала обороты во всем мире. В этом году вышли сразу три новых игры под маркой Pokemon: Pokemon Snap, Pokemon Pinball и Pokemon Yellow.
Pokemon Snap стала первой игрой с покемонами для Nintendo 64. В ней игрок выступал в качестве фотографа, который должен был искать покемонов и снимать их на фотоплёнку. Pokemon Pinball — пинбол-игра для Game Boy Color. Следом вышла игра Pokemon Yellow — ремейк игр Pokemon Red и Blue, но на этот раз главным героем был самый популярный покемон Пикачу.
Начавшаяся покемономания подвигла Nintendo вернуться к выпуску игральных карт и игрушек. Новое направление бизнеса принесло компании огромную прибыль. Подкреплённые популярным мультфильмом, стали появляться различные продукты под лицензированной Nintendo маркой Pokemon: футболки, комиксы, мягкие игрушки, сумки, видеокассеты.
Карточная игра Pokemon стала не менее популярным развлечением, чем видеоигры. Концепция игры была схожа с другими «боевыми» карточными играми. Игроку необходимо было собирать и обмениваться картами для того, чтобы в итоге обладать самой полной колодой карт с покемонами.

### Эра GameCube
12 мая 1999 года, за день до открытия выставки Electronic Entertainment Expo (E3), компания Nintendo на пресс-конференции официально заявила, что ведутся работы над приставкой нового поколения под названием Dolphin (позже она была переименована в GameCube). Были объявлены партнёры компании по проекту, включая такие крупные корпорации, как Matsushita (Panasonic) и IBM. Была дана краткая спецификация системы, и Nintendo объявила, что Dolphin будет использовать в качестве носителя информации Mini-DVD, которые разработала Matsushita.
В 2000 году на выставке Space World были представлены портативная 32-битная игровая система Game Boy Advance и домашняя приставка нового поколения GameCube. Там же были обнародованы полные технические характеристики Game Boy Advance, представлены периферия и первые игры. Консоль вышла 21 марта 2001 года в Японии и 11 июня 2001 года в США. Game Boy Advance полностью совместима со всеми предыдущими версиями Game Boy и может взаимодействовать с GameCube.

### Эра Nintendo DS
Nintendo DS, также известна как NDS или DS, также iQue DS в Китае — портативная игровая система, выпущенная в 2004 году. Узнаётся по своему горизонтальному дизайну раскладушки, который является возвращением к Game & Watch, и наличию двух TFT LCD экранов, нижний из которых является сенсорным. У системы также есть встроенный микрофон и поддержка беспроводного стандарта IEEE 802.11b/g WiFi, который позволяет соединять консоли между собой на расстоянии в 10-30 метров, или с помощью службы Nintendo Wi-Fi Connection.
Буквы «DS» в названии расшифровываются как Dual Screen и как Developers' System. Во время разработки система была известна как Project Nitro.

### Эра Wii
В июне 2004 года, на внутрикорпоративном брифинге, Сатору Ивата объявил о том, что компания работает над абсолютно новой системой под кодовым названием «Revolution». В разработке системы самое активное участие принимали Сигэру Миямото и команда инженеров под руководством Гэнъё Такэды. Впервые на публике, на выставке TGS в 2005 году, был показан лишь контроллер новой консоли. В мае 2006 года, на E3, была показана вся консоль целиком, и было объявлено официальное название консоли — Wii. Изначально консоль вышла на американском рынке 19 ноября 2006 года по цене в 249 долларов. В 2007 году консоль стала лучшей по продажам на территории Японии и США. На июль 2012 года по всему миру консоль Wii была продана в количестве 96,56 миллионов штук, став таким образом самой успешной консолью Nintendo.

### Эра 3DS
Впервые консоль была анонсирована 23 марта 2010 года, и уже была показана на выставке E3 15 июня 2010 года. Главное отличие Nintendo 3DS от своей предшественницы Nintendo DS заключается в возможности отображения стереоскопических, трёхмерных эффектов без использования сторонних средств. В продажу новая консоль вышла сначала в Японии (26 февраля 2011 года), затем в Европе (25 марта 2011 года), а затем в Северной Америке (27 марта 2011 года). Не слишком удачные продажи консоли из-за высокой цены и небольшого количества игр вынудили руководство компании снизить цену на устройство, что подстегнуло дальнейшие продажи, и снизило стоимость акций Nintendo. Это привело к убыткам компании, случившиеся впервые за последние 30 лет. К концу 2011 года, с выходом таких игр, как «Super Mario 3D Land» и «Mario Kart 7», система стала пользоваться все большей популярностью и к середине 2012 года, общее количество проданных в мире 3DS превысило 19 миллионов устройств. 28 июля 2012 года, в Японии и Европе и 19 августа 2012 года в США в продажу поступила улучшенная версия Nintendo 3DS — Nintendo 3DS XL.

### Эра Wii U
Впервые была анонсирована 7 июня 2011 года на пресс-конференции Nintendo на E3 2011. Игровая приставка является преемником Wii. Выход игровой консоли в США состоялся 18 ноября 2012 года. В Евросоюзе консоль вышла 30 ноября 2012 года, а в Японии 8 декабря. Особенностью Wii U является новый контроллер, который может продолжать игру даже тогда, когда телевизор выключен. Среди игр, вышедших на консоли — LEGO City Stories, Mass Effect 3 (портирование с других платформ), Darksiders 2, New Super Mario Bros. U, новые игры серий Super Smash Bros., Pikmin 3, Assassin’s Creed III, Sonic & All-Stars Racing Transformed, Ghost Recon Online, Bayonetta 2, ZombiU и Rayman Legends.

### Эра Nintendo Switch
Была представлена 20 октября 2016 года и представляет собой гибрид портативной и стационарной консоли. Вышла по всему миру 3 марта 2017 года. Главной особенностью Switch является возможность играть как с подключением к телевизору (через специальную док-станцию), так и со встроенного экрана в портативном режиме.
В сентябре 2017 года Nintendo объявила о заключении партнёрства с китайской игровой компанией Tencent с целью издания на Switch глобальной версии её коммерчески успешной мобильной игры Honor of Kings. Обозреватели высказали мнение, что благодаря этому Nintendo сможет занять более заметное место в Китае, регионе, где Switch не продаётся и где доминирует компания Tencent. В ноябре 2017 года стало известно, что Nintendo будет сотрудничать с Illumination, подразделением Universal Pictures, занимающимся анимацией, для того чтобы снять анимированный фильм о Марио. 18 января 2018 года компания представила картонный конструктор Labo, включающий в себя набор мини-игр для Switch. В апреле 2018 года Nintendo объявила о том, что Кимисима в июне уйдёт в отставку с поста президента компании, и его сменит Сюнтаро Фурукава, бывший исполнительный директор и внешний директор The Pokémon Company.
В январе 2019 года Nintendo объявила, что в 2018 году она получила 5,59 млрд долларов дохода и из них 958 млн долларов прибыли. В феврале 2019 года президент Nintendo of America Реджи Фис-Эме объявил о своём уходе на пенсию. 15 апреля 2019 года Даг Боузер сменил его на этом посту.
5 ноября 2020 года Nintendo отчиталась об очередном успешном для себя квартале, в котором выручка компании выросла на 51 %, а операционная прибыль — примерно в полтора раза. Оба этих показателя значительно превзошли прогнозы аналитиков S&P Global Market Intelligence. По итогам первых шести месяцев 2020 финансового года выручка компании достигла $7,36 млрд, что на 73,3 % превышает прошлогодний показатель. Чистая прибыль составила $2,04 млрд, что на 243,6 % лучше, чем в прошлом году.
27 мая 2021 года стало известно, что компания собирается выпустить обновлённую версию своей консоли Switch в сентябре или октябре 2021 года.
В июне 2021 года стало известно, что Nintendo объявила о планах преобразовать территорию завода Nintendo Uji Ogura в японском городе Удзи в музей, в котором будет представлена продукция компании. Музей под временным названием «Галерея Nintendo» планируется открыть до конца 2023 финансового года (заканчивается в мае 2024-го).

## Деятельность
Другие виды продукции
Помимо игровых приставок и различных развлекательных продуктов, Nintendo занимается выпуском интерактивных тренажёров стрелковой и марксманской подготовки военнослужащих, по типу шутеров от первого лица, выпускавшихся для геймеров, только с более качественным изображением и реалистичным геймплеем. Для Армии США Nintendo через местную компанию-субподрядчика поставляла стрелковый тренажёр MACS или MARKS (Multipurpose Arcade Combat Simulator), представляющий собой комплект из пластмассового массо-габаритного макета винтовки M16 с проектором для вывода на экране изображения тактической обстановки с внезапно появляющимися из-за сооружений или складок местности противниками (геймплей, по сути дела, представлял собой усовершенствованную игру «Утиная охота» с высококачественным изображением и человеческими фигурами вместо уток).
Финансовые показатели
Выручка компании в финансовом году, закончившемся 31 марта 2013 года, составила 635,4 млрд иен ($6,4 млрд), чистая прибыль — 7,1 млрд иен ($72 млн.).